# جيريمي ستانفورد
جيريمي ستانفورد (Jeremy Stanford) ممثل أسترالي شارك في مسلسل تلفزيوني أسترالي موجه للأطفال يدعى الشمس الفضية..

## الأعمال

### مسلسلات
- خل التفاح (2025)

## روابط خارجية
- جيريمي ستانفورد على موقع IMDb (الإنجليزية)
- جيريمي ستانفورد على موقع قاعدة بيانات الفيلم (الإنجليزية)